# Madagaszkár az 1984. évi nyári olimpiai játékokon
Madagaszkár az egyesült államokbeli Los Angelesben megrendezett 1984. évi nyári olimpiai játékok egyik részt vevő nemzete volt. Az országot az olimpián 2 sportágban 5 sportoló képviselte, akik érmet nem szereztek.

## Atlétika
Férfi
| Versenyző                | Versenyszám | Előfutam | Előfutam | Előfutam | Negyeddöntő | Negyeddöntő | Negyeddöntő | Elődöntő | Elődöntő | Elődöntő | Döntő   | Döntő    |
| Versenyző                | Versenyszám | Idő      | Hely.    | Össz.    | Idő         | Hely.       | Össz.       | Idő      | Hely.    | Össz.    | Idő     | Helyezés |
| ------------------------ | ----------- | -------- | -------- | -------- | ----------- | ----------- | ----------- | -------- | -------- | -------- | ------- | -------- |
| Arsène Randriamahazomana | 400 m       | 48,86    | 8.       | 65.      | kiesett     | kiesett     | kiesett     | kiesett  | kiesett  | kiesett  | kiesett | kiesett  |
| Jules Randrianarivelo    | Maraton     |          |          |          |             |             |             |          |          |          | 2:43:05 | 72.      |

## Ökölvívás
| Versenyző            | Versenyszám | Selejtező                 | 32-es főtábla              | Nyolcaddöntő      | Negyeddöntő       | Elődöntő          | Döntő             | Helyezés |
| Versenyző            | Versenyszám | Ellenfél Eredmény         | Ellenfél Eredmény          | Ellenfél Eredmény | Ellenfél Eredmény | Ellenfél Eredmény | Ellenfél Eredmény | Helyezés |
| -------------------- | ----------- | ------------------------- | -------------------------- | ----------------- | ----------------- | ----------------- | ----------------- | -------- |
| Jean-Luc Bezoky      | Pehelysúly  | erőnyerő                  | Javier Camacho (MEX) · RSC | kiesett           | kiesett           | kiesett           | kiesett           | 17.      |
| Milson Randrianasolo | Könnyűsúly  | erőnyerő                  | John Kalbhenn (CAN) · RSC  | kiesett           | kiesett           | kiesett           | kiesett           | 17.      |
| Paul Rasamimanana    | Váltósúly   | Mickey Hughes (GBR) · 0:5 | kiesett                    | kiesett           | kiesett           | kiesett           | kiesett           | 33.      |

RSC – a mérkőzésvezető megállította a mérkőzést